# Patinage de vitesse aux Jeux olympiques de 2006
Pour des articles plus généraux, voir Patinage de vitesse aux Jeux olympiques et Jeux olympiques d'hiver de 2006.
Navigation
Salt Lake City 2002 Vancouver 2010
Les épreuves de patinage de vitesse aux Jeux olympiques de 2006 se sont tenues entre le 11 février et le 25 février 2006.

## Podiums

### Hommes
| Épreuves                          | Or                                                                        | Argent                                                                        | Bronze                                                                         |
| --------------------------------- | ------------------------------------------------------------------------- | ----------------------------------------------------------------------------- | ------------------------------------------------------------------------------ |
| 5 000 m H 11 février              | Chad Hedrick                                                              | Sven Kramer                                                                   | Enrico Fabris                                                                  |
| 500 m H 13 février                | Joey Cheek                                                                | Dmitri Dorofeyev                                                              | Lee Kang-Seok                                                                  |
| Poursuite par équipe H 16 février | Italie Matteo Anesi Enrico Fabris Ippolito Sanfratello Stefano Donagrandi | Canada Arne Dankers Steven Elm Justin Warsylewicz Denny Morrison Jason Parker | Pays-Bas Sven Kramer Mark Tuitert Carl Verheijen Rintje Ritsma Erben Wennemars |
| 1 000 m H 18 février              | Shani Davis                                                               | Joey Cheek                                                                    | Erben Wennemars                                                                |
| 1 500 m H 21 février              | Enrico Fabris                                                             | Shani Davis                                                                   | Chad Hedrick                                                                   |
| 10 000 m H 24 février             | Bob de Jong                                                               | Chad Hedrick                                                                  | Carl Verheijen                                                                 |

### Femmes
| Épreuves                          | Or                                                                 | Argent                                                | Bronze                                                            |
| --------------------------------- | ------------------------------------------------------------------ | ----------------------------------------------------- | ----------------------------------------------------------------- |
| 3 000 m F 12 février              | Ireen Wüst                                                         | Renate Groenewold                                     | Cindy Klassen                                                     |
| 500 m F 14 février                | Svetlana Zhurova                                                   | Manli Wang                                            | Hui Ren                                                           |
| Poursuite par équipe F 16 février | Allemagne Daniela Anschütz-Thoms Anni Friesinger Claudia Pechstein | Canada Kristina Groves Clara Hughes Christine Nesbitt | Russie Yekaterina Abramova Yekaterina Lobysheva Svetlana Vysokova |
| 1 000 m F 19 février              | Marianne Timmer                                                    | Cindy Klassen                                         | Anni Friesinger                                                   |
| 1 500 m F 22 février              | Cindy Klassen                                                      | Kristina Groves                                       | Ireen Wüst                                                        |
| 5 000 m F 25 février              | Clara Hughes                                                       | Claudia Pechstein                                     | Cindy Klassen                                                     |

## Résultats

### Hommes
5 000 m H
| Place | Nation     | Athlète        | Temps         |
| ----- | ---------- | -------------- | ------------- |
| 1er   | États-Unis | Chad Hedrick   | 6 min 14 s 68 |
| 2e    | Pays-Bas   | Sven Kramer    | 6 min 16 s 40 |
| 3e    | Italie     | Enrico Fabris  | 6 min 18 s 25 |
| 4e    | Pays-Bas   | Carl Verheijen | 6 min 18 s 84 |
| 5e    | Canada     | Arne Dankers   | 6 min 21 s 26 |
| 6e    | Pays-Bas   | Bob de Jong    | 6 min 22 s 12 |
| 7e    | États-Unis | Shani Davis    | 6 min 23 s 08 |
| 8e    | Norvège    | Oystein Grodum | 6 min 24 s 21 |

500 m H
| Place | Nation       | Athlète          | Temps             |
| ----- | ------------ | ---------------- | ----------------- |
| 1er   | États-Unis   | Joey Cheek       | 34 s 82 + 34 s 94 |
| 2e    | Russie       | Dmitri Dorofeyev | 35 s 24 + 35 s 17 |
| 3e    | Corée du Sud | Lee Kang-Seok    | 35 s 34 + 35 s 09 |
| 4e    | Japon        | Yuya Oikawa      | 35 s 35 + 35 s 21 |
| 5e    | Chine        | Yu Fengtong      | 35 s 39 + 35 s 29 |
| 6e    | Japon        | Joji Kato        | 35 s 59 + 35 s 19 |
| 7e    | Canada       | Michael Ireland  | 35 s 59 + 35 s 29 |
| 8e    | Corée du Sud | Jae-Bong Choi    | 35 s 61 + 35 s 43 |

Poursuite par équipe H
| Place | Nation     | Athlète                                             | Temps                  |
| ----- | ---------- | --------------------------------------------------- | ---------------------- |
| 1er   | Italie     | Matteo Anesi Enrico Fabris Ippolito Sanfratello     | 3 min 44 s 46          |
| 2e    | Canada     | Arne Dankers Steven Elm Justin Warsylewicz          | 3 min 47 s 28 + 2 s 82 |
| 3e    | Pays-Bas   | Sven Kramer Mark Tuitert Carl Verheijen             | 3 min 44 s 53          |
| 4e    | Norvège    | Håvard Bøkko Eskil Ervik Mikael Flygind Larsen      | 3 min 45 s 96 + 1 s 43 |
| 5e    | Russie     | Aleksandr Kibalko Dmitry Shepel Ivan Skobrev        | 3 min 46 s 91          |
| 6e    | États-Unis | KC Boutiette Charles Leveille Clay Mull             | 3 min 49 s 73 + 2 s 82 |
| 7e    | Allemagne  | Stefan Heythausen Robert Lehmann Tobias Schneider   | 3 min 48 s 28          |
| 8e    | Japon      | Kesato Miyazaki Teruhiro Sugimori Takahiro Ushiyama | 3 min 50 s 37 + 2 s 09 |

1 000 m H
| Place | Nation       | Athlète          | Temps         |
| ----- | ------------ | ---------------- | ------------- |
| 1er   | États-Unis   | Shani Davis      | 1 min 08 s 89 |
| 2e    | États-Unis   | Joey Cheek       | 1 min 09 s 16 |
| 3e    | Pays-Bas     | Erben Wennemars  | 1 min 09 s 32 |
| 4e    | Corée du Sud | Kyou-Hyuk Lee    | 1 min 09 s 37 |
| 5e    | Pays-Bas     | Jan Bos          | 1 min 09 s 42 |
| 6e    | États-Unis   | Chad Hedrick     | 1 min 09 s 45 |
| 7e    | Russie       | Yevgeny Lalenkov | 1 min 09 s 46 |
| 8e    | Pays-Bas     | Stefan Groothuis | 1 min 09 s 57 |

1 500 m H
| Place | Nation     | Athlète               | Temps         |
| ----- | ---------- | --------------------- | ------------- |
| 1er   | Italie     | Enrico Fabris         | 1 min 45 s 97 |
| 2e    | États-Unis | Shani Davis           | 1 min 46 s 13 |
| 3e    | États-Unis | Chad Hedrick          | 1 min 46 s 22 |
| 4e    | Pays-Bas   | Simon Kuipers         | 1 min 46 s 58 |
| 5e    | Pays-Bas   | Erben Wennemars       | 1 min 46 s 71 |
| 6e    | Russie     | Ivan Skobrev          | 1 min 46 s 91 |
| 7e    | Norvège    | Petter Andersen       | 1 min 47 s 15 |
| 8e    | Norvège    | Mikael Flygind-Larsen | 1 min 47 s 28 |

10 000 m H
| Place | Nation     | Athlète        | Temps          |
| ----- | ---------- | -------------- | -------------- |
| 1er   | Pays-Bas   | Bob de Jong    | 13 min 01 s 57 |
| 2e    | États-Unis | Chad Hedrick   | 13 min 05 s 40 |
| 3e    | Pays-Bas   | Carl Verheijen | 13 min 08 s 80 |
| 4e    | Norvège    | Øystein Grødum | 13 min 12 s 58 |
| 5e    | Norvège    | Lasse Sætre    | 13 min 12 s 93 |
| 6e    | Russie     | Ivan Skobrev   | 13 min 17 s 54 |
| 7e    | Pays-Bas   | Sven Kramer    | 13 min 18 s 14 |
| 8e    | Italie     | Enrico Fabris  | 13 min 21 s 54 |

### Femmes
3 000 m F
| Place | Nation             | Athlète                | Temps         |
| ----- | ------------------ | ---------------------- | ------------- |
| 1er   | Pays-Bas           | Ireen Wüst             | 4 min 02 s 43 |
| 2e    | Pays-Bas           | Renate Groenewold      | 4 min 03 s 48 |
| 3e    | Canada             | Cindy Klassen          | 4 min 04 s 37 |
| 4e    | Allemagne          | Anni Friesinger        | 4 min 04 s 59 |
| 5e    | Allemagne          | Claudia Pechstein      | 4 min 05 s 54 |
| 6e    | Allemagne          | Daniela Anschütz-Thoms | 4 min 06 s 89 |
| 7e    | République tchèque | Martina Sáblíková      | 4 min 08 s 42 |
| 8e    | Canada             | Kristina Groves        | 4 min 09 s 03 |

Poursuite par équipe F
| Place | Nation     | Athlètes                                                   | Temps                           |
| ----- | ---------- | ---------------------------------------------------------- | ------------------------------- |
| 1er   | Allemagne  | Daniela Anschütz-Thoms Anni Friesinger Claudia Pechstein   | 3 min 01 s 25                   |
| 2e    | Canada     | Kristina Groves Clara Hughes Christine Nesbitt             | 3 min 02 s 91 + 1 s 66          |
| 3e    | Russie     | Yekaterina Abramova Yekaterina Lobysheva Svetlana Vysokova | VPD:vainqueur par dépassement - |
| 4e    | Japon      | Eriko Ishino Hiromi Otsu Maki Tabata                       | DSQ                             |
| 5e    | États-Unis | Margaret Crowley Maria Lamb Catherine Raney                | 3 min 04 s 22                   |
| 6e    | Pays-Bas   | Gretha Smit Paulien van Deutekom Ireen Wüst                | 3 min 05 s 62 + 1 s 40          |
| 7e    | Norvège    | Annette Bjelkevik Hedvig Bjelkevik Maren Haugli            | 3 min 06 s 20                   |
| 8e    | Chine      | Ji Jia Wang Fei Zhang Xiaolei                              | 3 min 06 s 91 + 0 s 71          |

500 m F
| Place | Nation       | Athlète          | Temps             |
| ----- | ------------ | ---------------- | ----------------- |
| 1er   | Russie       | Svetlana Zhurova | 38 s 23 + 38 s 34 |
| 2e    | Chine        | Manli Wang       | 38 s 31 + 38 s 47 |
| 3e    | Chine        | Hui Ren          | 38 s 60 + 38 s 27 |
| 4e    | Japon        | Tomomi Okazaki   | 38 s 46 + 38 s 46 |
| 5e    | Corée du Sud | Lee Sang-hwa     | 38 s 69 + 38 s 35 |
| 6e    | Allemagne    | Jenny Wolf       | 38 s 70 + 38 s 55 |
| 7e    | Chine        | Wang Beixing     | 38 s 71 + 38 s 56 |
| 8e    | Japon        | Sayuri Osuga     | 38 s 74 + 38 s 65 |

1 000 m F
| Place | Nation    | Athlète            | Temps         |
| ----- | --------- | ------------------ | ------------- |
| 1er   | Pays-Bas  | Marianne Timmer    | 1 min 16 s 05 |
| 2e    | Canada    | Cindy Klassen      | 1 min 16 s 09 |
| 3e    | Allemagne | Anni Friesinger    | 1 min 16 s 11 |
| 4e    | Pays-Bas  | Ireen Wüst         | 1 min 16 s 39 |
| 5e    | Canada    | Kristina Groves    | 1 min 16 s 54 |
| 6e    | Pays-Bas  | Barbara de Loor    | 1 min 16 s 73 |
| 7e    | Russie    | Svetlana Zhurova   | 1 min 17 s 13 |
| 8e    | Pologne   | Katarzyna Wojcicka | 1 min 17 s 28 |

1 500 m F
| Place | Nation     | Athlète              | Temps         |
| ----- | ---------- | -------------------- | ------------- |
| 1er   | Canada     | Cindy Klassen        | 1 min 55 s 27 |
| 2e    | Canada     | Kristina Groves      | 1 min 56 s 74 |
| 3e    | Pays-Bas   | Ireen Wüst           | 1 min 56 s 90 |
| 4e    | Allemagne  | Anni Friesinger      | 1 min 57 s 31 |
| 5e    | Italie     | Chiara Simionato     | 1 min 58 s 76 |
| 6e    | Russie     | Yekaterina Lobysheva | 1 min 58 s 87 |
| 7e    | Canada     | Christine Nesbitt    | 1 min 59 s 15 |
| 8e    | États-Unis | Jennifer Rodriguez   | 1 min 59 s 30 |

5 000 m F
| Place | Nation             | Athlète                | Temps         |
| ----- | ------------------ | ---------------------- | ------------- |
| 1er   | Canada             | Clara Hughes           | 6 min 59 s 07 |
| 2e    | Allemagne          | Claudia Pechstein      | 7 min 00 s 08 |
| 3e    | Canada             | Cindy Klassen          | 7 min 00 s 57 |
| 4e    | République tchèque | Martina Sáblíková      | 7 min 01 s 38 |
| 5e    | Allemagne          | Daniela Anschütz-Thoms | 7 min 02 s 82 |
| 6e    | Canada             | Kristina Groves        | 7 min 03 s 95 |
| 7e    | États-Unis         | Catherine Raney        | 7 min 04 s 91 |
| 8e    | Norvège            | Maren Haugli           | 7 min 06 s 08 |

## Médailles
- Pays organisateur ( Italie)

| Rang | Nation       | Or | Argent | Bronze | Total |
| ---- | ------------ | -- | ------ | ------ | ----- |
| 1er  | Pays-Bas     | 3  | 2      | 4      | 9     |
| 2e   | États-Unis   | 3  | 3      | 1      | 7     |
| 3e   | Canada       | 2  | 4      | 2      | 8     |
| 4e   | Italie       | 2  | 0      | 1      | 3     |
| 5e   | Russie       | 1  | 1      | 1      | 3     |
| -    | Allemagne    | 1  | 1      | 1      | 3     |
| 7e   | Chine        | 0  | 1      | 1      | 2     |
| 8e   | Corée du Sud | 0  | 0      | 1      | 1     |